# Ognes (Marna)
Ognes è un comune francese di 69 abitanti situato nel dipartimento della Marna nella regione del Grand Est.

## Società

### Evoluzione demografica
Abitanti censiti